# Gentiana setigera
Gentiana setigera är en gentianaväxtart som beskrevs av Asa Gray. Gentiana setigera ingår i släktet gentianor, och familjen gentianaväxter. Inga underarter finns listade i Catalogue of Life.